# Едвардс-Ґарденс
Едвардс-Ґарденс — ботанічний сад, розташований на південно-західному розі вулиць Леслі та Лоренс-авеню-іст у Торонто, Онтаріо, Канада. Це також місце розташування Ботанічного саду Торонто, приватної некомерційної організації, яка раніше називалася Громадським садовим центром (Civic Garden Centre).
Це колишній садибний сад з однорічними рослинами, трояндами та польовими квітами та великим розарієм. Він розташований на Вілкет-Крік, одній з приток Західного рукава річки Дон. Власність маєтку колись належала Александру Мілну, шотландському ткачу, який оселився тут після війни 1812 року та покинув маєток у 1832 році. Хоча власність далі належала сім'ї Мілн, маєток був занедбаним. У 1944 році Руперт Е. Едвардс купив землю і тартак, і він створив там чудовий сад. У 1955 році він продав цей майновий комплекс муніципалітету Метрополійного Торонто, щоб перетворити його на громадський парк, а в 1956 році він офіційно став ботанічним садом Едвардс-Ґарденс. У 1959 році Ботанічний сад Торонто (колишній Civic Garden Centre) переїхав до будинку Мілнів на цьому місці.
Сади Едвардса — один із кількох парків, розташованих уздовж ярів Торонто, багато з яких з’єднані пішохідними та велосипедними доріжками та доходять до берегів озера Онтаріо. Доглянуті газони та клумби парку роблять його популярним місцем для весільних фотосесій.
У 2013 році Edwards Gardens отримав нагороду Excellence в категорії «Регіональні згадування» (нові напрямки) від Канадського товариства ландшафтних архітекторів за їх екологічно облаштовану автостоянку.

Сади Едвардса, Торонто, 1959 рік

## Зовнішні посилання
Вікісховище має мультимедійні дані за темою: Едвардс-Ґарденс
- Офіційний сайт
- Edwards Gardens (at Toronto Botanical Garden)
- Toronto Botanical Garden